# Chalcura bispinosa
Chalcura bispinosa är en stekelart som först beskrevs av Girault 1929.  Chalcura bispinosa ingår i släktet Chalcura och familjen Eucharitidae. Inga underarter finns listade i Catalogue of Life.